# Brasilândia
Brasilândia är en kommun i Brasilien.   Den ligger i delstaten Mato Grosso do Sul, i den södra delen av landet, 800 km sydväst om huvudstaden Brasília. Antalet invånare är 11 804.
Omgivningarna runt Brasilândia är huvudsakligen savann. Trakten runt Brasilândia är nära nog obefolkad, med mindre än två invånare per kvadratkilometer.